# Charaxes carolus
Charaxes carolus är en fjärilsart som beskrevs av Rothschild 1900. Charaxes carolus ingår i släktet Charaxes och familjen praktfjärilar. Inga underarter finns listade i Catalogue of Life.